# Politique des trois enfants
La politique des trois enfants (chinois : 三孩政策), selon laquelle un couple peut avoir trois enfants, est une politique de planification familiale de la République populaire de Chine,. La politique a été annoncée le 31 mai 2021 lors d'une réunion du Bureau politique du Parti communiste chinois (PCC), présidée par le Secrétaire général du PCC. Xi Jinping, sur le vieillissement de la population,.

## Contexte

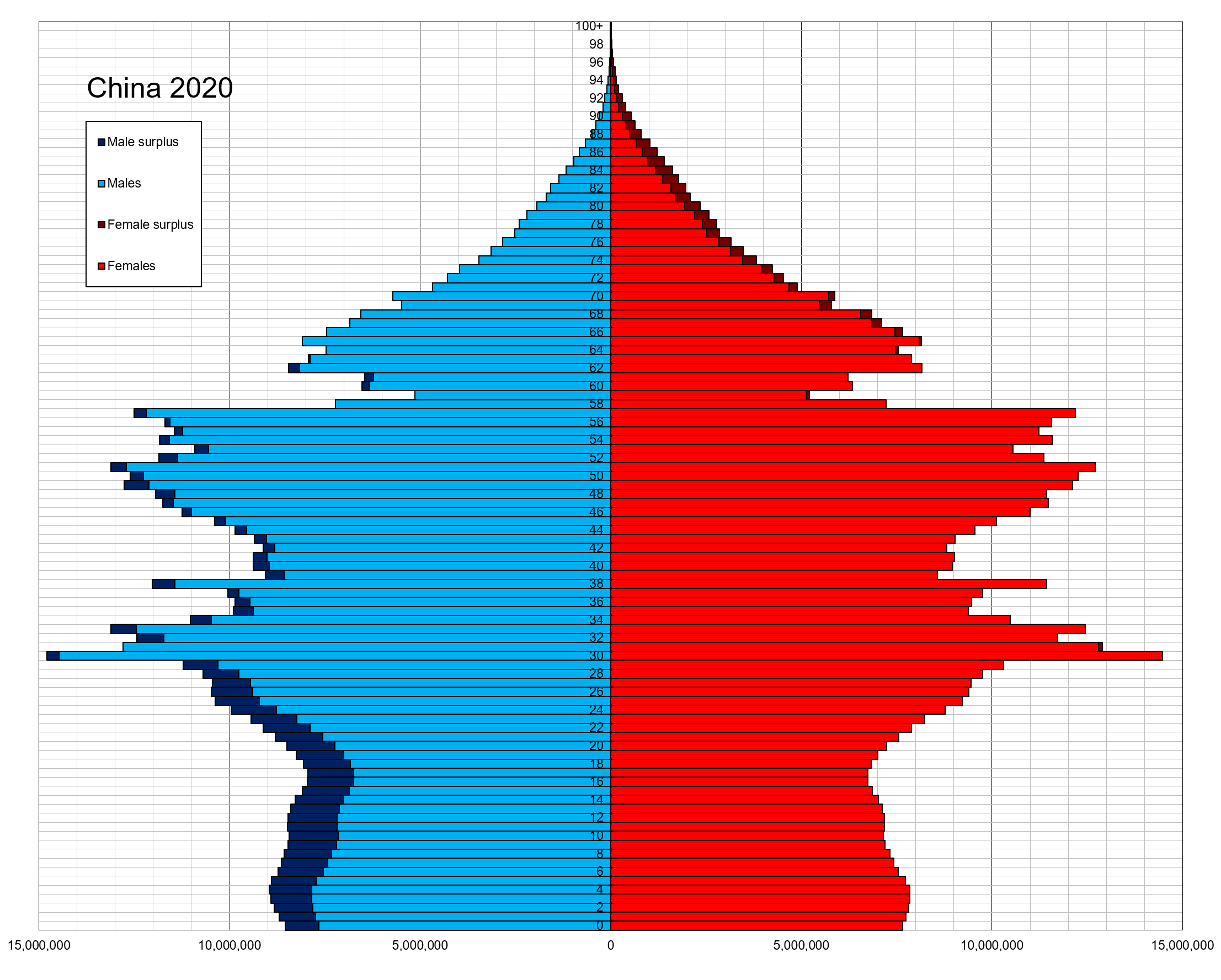
Pyramide des âges de la population en Chine (2020).

À partir de 1979, la Chine a mis en œuvre la politique de l'enfant unique, qui stipule qu'un couple ne peut avoir qu'un seul enfant, ce qui a entraîné un déclin de la nouvelle population et un vieillissement rapide de la société. Afin de ralentir la tendance au vieillissement de la population, le PCC a officiellement lancé en 2015 la politique des deux enfants, qui a assoupli les restrictions en matière de naissance. Cependant, cette politique n'a pas entraîné la vague de naissances attendue, et le taux de grossesse des jeunes femmes a continué d'afficher une baisse record, connaissant une troisième année consécutive de diminution. À cet égard, lors de l'Assemblée nationale populaire de 2020, le député Huang Xihua a suggéré de supprimer la politique de pénalité pour avoir plus de trois enfants.
L'annonce intervient après la publication des résultats du Septième recensement national, qui a montré que le nombre de naissances en Chine continentale en 2020 ne sera que de 12 millions, soit le plus faible nombre de naissances depuis 1960, et la poursuite du vieillissement de la population, contre lequel la politique est née. C'est le taux de croissance démographique le plus lent que la Chine ait connu. L'agence de presse publique chinoise, Xinhua, a déclaré que cette politique serait accompagnée de mesures de soutien pour maintenir la suprématie de la Chine en matière de ressources humaines. Cependant, plusieurs citoyens chinois ont exprimé leur mécontentement à l'égard de cette politique, car ils seraient incapables d'élever des enfants en raison du coût élevé de la vie en Chine.

## Réactions

### Controverse relative à la discrimination des femmes au travail
Selon un rapport rédigé par Human Rights Watch en juin 2021, les dernières années, de nombreuses femmes  ont déclaré avoir été confrontées à des discriminations professionnelles fondées sur leur statut marital ou parental – un reflet de l'écart entre les sexes parmi la main-d'œuvre chinoise, de la mauvaise application des lois anti-discrimination et de l'impact de la politique des deux enfants ; le gouvernement chinois ayant autorisé tous les couples mariés à avoir un troisième enfant, certaines femmes chinoises craignent que la discrimination ne fasse qu'empirer.
Le gouvernement a commencé à publier une propagande encourageant les femmes à rester à la maison et à avoir des enfants.
Par exemple, un article publié par l'agence de presse étatique Xinhua en 2016 affirmait que la politique des deux enfants permettrait à un plus grand nombre de femmes actives de « retourner dans leur famille. » Beaucoup de ces femmes sont instruites, et donc « comprennent mieux leur rôle dans la famille », précisait l'article.
D'autres publications d'État ont fait écho à ce sentiment ; dans un article paru en 2017 dans le Quotidien de la jeunesse de Chine, le chef du département de travail social d'une grande université a déclaré : « Parce que les mères ont un instinct maternel naturel, elles sont plus aptes à s'occuper des enfants à la maison ».

### Opposition
L'augmentation du coût de la vie, les difficultés pour l'accès à l'éducation, l'accès au logement, l'accès aux soins de santé, sont des raisons pour lesquelles les gens se montrent réticents à avoir des enfants.
Une autre raison est le traumatisme laissé par la politique de l'enfant unique qui hante encore aujourd'hui de nombreuses familles.
« Pour beaucoup de familles, c'était une politique appliquée de manière brutale, par le biais de l'avortement forcé, de la stérilisation forcée. Aujourd'hui, le gouvernement a constaté que cette politique a entraîné un vieillissement de la population et que nous avons besoin de plus d'enfants », a déclaré une citoyenne.
Les critiques estiment que les jeunes participent à une sorte de mouvement de non-coopération baptisé Tangping, consistant à réduire au maximum le coût de l'existence et à ne pas avoir d'enfants.